# Торгай
Торга́й (каз. Торғай) — село, центр Джангельдинського району Костанайської області Казахстану. Адміністративний центр та єдиний населений пункт  Торгайського сільського округу.
Населення — 4602 особи (2021; 5767 у 2009, 6462 у 1999, 7675 у 1989).

## Історія
Торгай був заснований 1845 року оренбурзьким загоном (очільник майор Томілін), який вів боротьбу проти повстання Кенесари Касимова. Спочатку це було укріплення Оренбурзьке. 1868 року укріплення було перетворене у повітове місто Тургай Тургайської області. 1918 року в місті була встановлена радянська влада, однак у квітні 1919 року вона була повалена повстанням алашів-ординців. У кінці 1919 року радянська влада була відновлена. За радянський період Тургай втратив статус міста. Після здобуття Казахстаном незалежності село дістало сучасну назву.